# Bojana Ordinačev
Bojana Ordinačev (* 14. August 1980 in Novi Sad, SFR Jugoslawien) ist eine serbische Theater- und Filmschauspielerin. Ihre erste bekanntere Rolle hatte sie in der serbischen Telenovela Jelena als Helen Despotović. Auch ist sie als intrigante Patricija Vučković in der Telenovela Ne daj se, Nina zu sehen.

## Filmografie
- 2004: Jelena
- 2008: Ne daj se, Nina